# 2991 Bilbo
2991 Bilbo је астероид главног астероидног појаса са средњом удаљеношћу од Сунца која износи 2,338 астрономских јединица (АЈ).
Апсолутна магнитуда астероида је 13,5.